# Farid Ahmed Patwary
Farid Ahmed Patwary é um ativista social e comunitário luso-bangladese, com forte atuação na cidade de Lisboa, especialmente no bairro da Mouraria e na Rua do Benformoso. É conhecido por seu trabalho em defesa da comunidade imigrante sul-asiática em Portugal, atuando como figura de ligação entre autoridades portuguesas, jornalistas, organizações não-governamentais e residentes imigrantes.

## Biografia
Patwary nasceu no Bangladeche e migrou para Portugal em 2015. Estabelecido em Lisboa, passou a trabalhar como intérprete para a AIMA, tribunais e forças de segurança, além de colaborar como jornalista e assistente social. Concentrou grande parte da sua ação no bairro histórico da Mouraria, região multicultural onde se falam mais de 40 línguas maternas, e que abriga uma significativa população de origem asiática.
Segundo ele próprio, "o cartão de jornalista abriu-me as portas oficiais" — frase que resume o seu papel como mediador institucional.
Em fevereiro de 2023, após um incêndio fatal que evidenciou as condições precárias de habitação dos imigrantes na Mouraria, o papel de ativistas comunitários como Patwary ganhou visibilidade. Reportagens internacionais destacaram o bairro como símbolo das tensões sociais resultantes da crise habitacional e da fragilidade socioeconómica dos recém-chegados — principalmente oriundos do subcontinente indiano.

## Ativismo
Tornou-se uma das vozes mais visíveis da comunidade do Bangladesh em Lisboa. Em novembro de 2024, destacou-se ao afirmar publicamente que os imigrantes "não são criminosos, são trabalhadores", em resposta a operações policiais na Rua do Benformoso.
Em janeiro de 2025, organizou a manifestação "Não nos encostem à parede", que reuniu centenas de pessoas contra abordagens policiais direcionadas a imigrantes.
Em 29 de julho de 2025, em Porto, Farid Ahmed Patwary foi coorganizador, juntamente com a Associação Solidariedade Imigrante, de um protesto em frente ao centro da AIMA contra a expulsão de imigrantes do sul da Ásia.

## Aparição nos media
Foi destaque na abertura do Jornal Nacional da TVI em 13 de janeiro de 2025, apresentado como " assistente social" , num segmento sobre a mobilização comunitária contra o racismo e as fiscalizações policiais.

## Controvérsias
Em maio e julho de 2025, vários artigos denunciaram o aumento da fiscalização direcionada a imigrantes em Lisboa.
Segundo relatos, Patwary confirma  
vistos pagos pelos migrantes Bangladeses até 19 mil euros.